# کریستین هلستروم
کریستین هلستروم (انگلیسی: Kristian Hellström; ۲۴ ژوئیهٔ ۱۸۸۰ – ۱۴ ژوئن ۱۹۴۶) ورزشکار دو و میدانی اهل سوئد بود.
وی در مسابقات کشوری و بین‌المللی در مجموع برندهٔ ۱ مدال برنز شده‌است.